# The Young Racers
The Young Racers is een Amerikaanse dramafilm uit 1963 onder regie van Roger Corman. 

## Verhaal
De voormalige autocoureur Stephen Children wil een boek schrijven over de kwalijke kanten van zijn sport. Hij rekent erin af met kampioen Joe Machin, die een affaire had met zijn verloofde Henny. Joe redt bij toeval het leven van Stephen en de beide coureurs leggen hun vete bij.

## Rolverdeling
| Acteur             | Personage          |
| ------------------ | ------------------ |
| Mark Damon         | Stephen Children   |
| William Campbell   | Joe Machin         |
| Luana Anders       | Henny              |
| Patrick Magee      | William Dragonet   |
| John McLaren       | Manager            |
| R. Wright Campbell | Robert Machin      |
| Milo Quesada       | Italiaanse coureur |
| Anthony Marsh      | Omroeper           |
| Marie Versini      | Sesia Machin       |
| Margrete Robsahm   | Lea                |
| Christina Gregg    | Daphne             |
| Beatrice Altariba  | Monique            |